# Jarosch (Adelsgeschlecht)

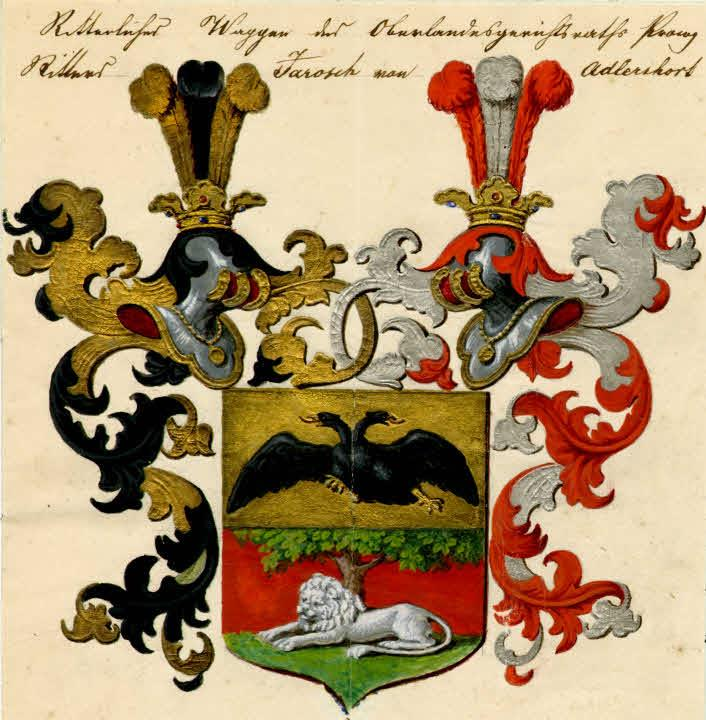
Wappen der Jarosch von Adlershort (1864)

Jarosch, ab 1865 Ritter Jarosch von Adlershort ist der Name einer ursprünglich böhmischen Familie, die mit Procop Jarosch im 19. Jahrhundert geadelt wurde.

## Geschichte
Die Familie Jarosch stammt aus Böhmen, wo sie im 18. Jahrhundert sowohl in Prag als auch in Przibram vorkommt. In Przibram betreibt unter Prokop Jarosch die Familie um 1800 einen Verlag sowie eine Buchbinderei. Der Hofrat und Oberlandesgerichtsrat Procop Jarosch, Ritter des Ordens der Eisernen Krone und Staatsanwalt in Prag wurde mit Diplom vom 17. März 1864 in den österreichischen Ritterstand mit dem Prädikat "von Adlershort" erhoben. Das Diplom wurde Procop Jarosch am 28. Januar 1865 ausgehändigt. Die Nobilitierung war eine Auszeichnung des österreichischen Kaiserhauses für die Tätigkeiten des Juristen Procop Jarosch als Staatsanwalt von Prag.

## Wappen
Im Adelsdiplom vom 17. März 1864 wurde das Wappen beschrieben, das Procop Jarosch zusammen mit dem Adelsprädikat verliehen wurde:
„In einem von Gold und Rot geteilten Schild oben ein doppelköpfiger schwarzer golden bewehrter, rot bezungter Adler im Fluge nach vorwärts und unten ein silberner Löwe liegend auf Rasenboden vor einem in die Teilung aufstrebenden natürlichen Eichenbaum. Auf dem Schild zwei gekrönte Turnierhelme, von dem rechten hängen schwarze mit Gold und von dem linken rote mit Silber unterlegte Helmdecken herab. Auf jeder Helmkrone erschwingen sich drei Straußenfedern; und zwar auf der rechtsseitigen eine schwarze zwischen goldenen und auf der linksseitigen eine silberne zwischen roten.“

## Persönlichkeiten
- Procop von Jarosch Ritter von Adlershort (1813–1884); Oberstaatsanwalt von Prag, Oberlandesgerichtsrat, Hofrat, Träger des Ordens der Eisernen Krone III. Klasse